# Козлик Иван Иванович
«Ко́злик Ива́н Ива́нович» — фантастическая детская повесть писателя Кира Булычёва из цикла историй о приключениях Алисы. Хотя официальной авторской последовательности книг из цикла об Алисе нет, «Козлик Иван Иванович» входит в цикл «Непоседа», где занимает место между повестями «Заповедник сказок» и «Лиловый шар». Отдельно в 1994 году в виде рассказа была издана первая глава повести под названием «Консилиум». Также по мотивам повести существует комикс «Приключения Алисы, девочки из будущего: Путешествие в Легендарную эпоху», созданный независимо от Кира Булычёва.
Предыдущая повесть «Заповедник сказок» имеет открытый финал и «Козлик Иван Иванович» продолжает историю.

## Сюжет
С директором Заповедника сказок, Иваном Ивановичем, случилась беда — его непонятным образом превратили в козлика. Никто из учёных и профессоров не смог помочь ему, потому что не верил в сказки. Тогда Алиса Селезнёва решает помочь Ивану Ивановичу снять колдовство. Для этого ей предстоит отправиться в необыкновенное путешествие и разгадать загадки тайного превращения.